# Adolfino Cañete
Adolfino Cañete Azcurra (13 de setembre de 1956) és un exfutbolista paraguaià.

## Selecció del Paraguai
Va formar part de l'equip paraguaià a la Copa del Món de 1986.